# Galina Andrejewna Mischenina
Galina Andrejewna Mischenina (russisch Галина Андреевна Мишенина; * 5. August 1950 in Solnetschnogorsk, Sowjetunion) ist eine ehemalige sowjetisch-russische Ruderin.

## Karriere
Die für Spartak Moskau rudernde Galina Mischenina trat 1976 bei den Olympischen Spielen in Montreal im Vierer mit Steuerfrau an und gewann am 24. Juli 1976 die Bronzemedaille hinter dem bulgarischen Team.